# Абамбреш
Абамбреш (порт. Abambres; МФА: [ɐ.ˈbɐ̃.bɾɨʃ]) — парафія в Португалії, у муніципалітеті Мірандела. Розташована в північно-східній частині країни, на теренах історичної португальської провінції Трансмонтана. Входить до складу округу Браганса. За адміністративним поділом, чинним до 1976 року, терени парафії були складовою провінції Трансмонтана і Верхнє Дору. Належить до Брагансько-Мірандської діоцезії Католицької церкви. Патрон — святий Тома. Площа — 18,8160 км². Населення — 347 ос. (2011). Слабо урбанізований регіон. Густота населення — 18,44 осіб/км²
. Код — 040701.

## Назва
- Аба́мбреш, або Аба́нбреш (порт. Abambres, МФА: [ɐ.ˈbɐ̃.bɾɨʃ][5], Абанбриш) — португальська сучасна назва.
- Аба́мбрес (ст.-порт. Abambres) — старопортугальська назва.

## Географія
Абамбреш розташований на північному заході муніципалітету Мірандела. Відстань до муніципального центру — близько 10 км.

Мірандела (2013)
Мірандела
Абамбреш

## Населення
| Кількість мешканців | Кількість мешканців | Кількість мешканців | Кількість мешканців | Кількість мешканців | Кількість мешканців | Кількість мешканців | Кількість мешканців | Кількість мешканців | Кількість мешканців | Кількість мешканців | Кількість мешканців | Кількість мешканців | Кількість мешканців | Кількість мешканців |
| ------------------- | ------------------- | ------------------- | ------------------- | ------------------- | ------------------- | ------------------- | ------------------- | ------------------- | ------------------- | ------------------- | ------------------- | ------------------- | ------------------- | ------------------- |
| 1864                | 1878                | 1890                | 1900                | 1911                | 1920                | 1930                | 1940                | 1950                | 1960                | 1970                | 1981                | 1991                | 2001                | 2011                |
| 366                 | 472                 | 852                 | 393                 | 533                 | 493                 | 545                 | 674                 | 762                 | 713                 | 399                 | 428                 | 425                 | 396                 | 347                 |

## Пам'ятки
- Церква святого Томи (Абамбреш) — католицька церква ХІІІ століття.